# Synagoge (Sandhausen)

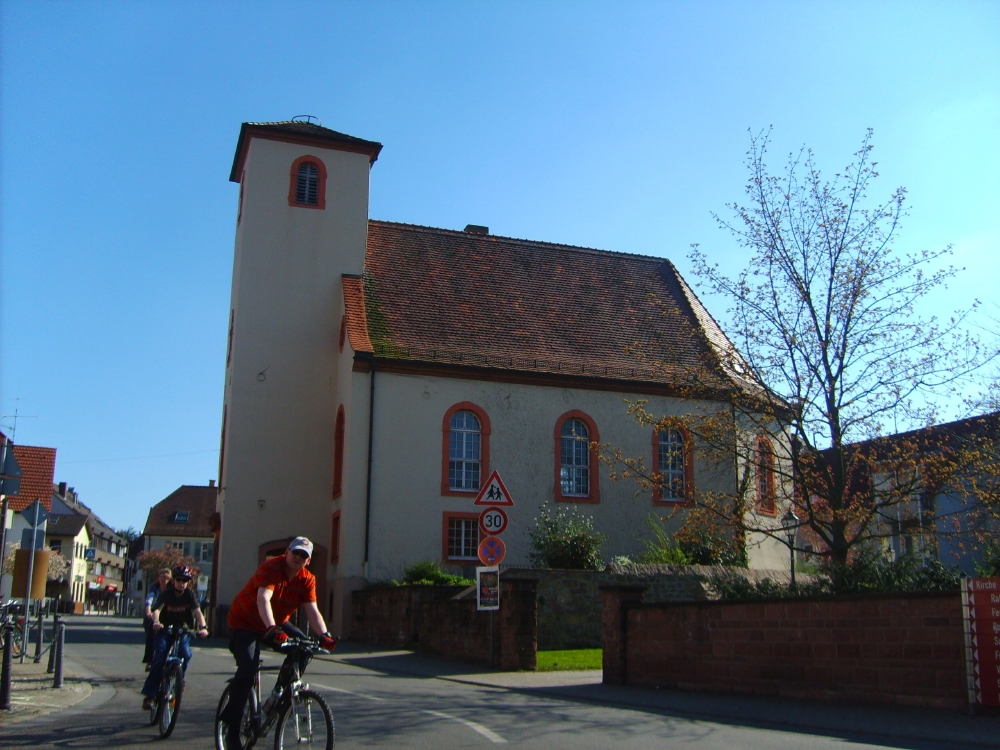
Ehemalige Synagoge in Sandhausen

Die ehemalige Synagoge in der Hauptstraße 115 in Sandhausen, einer Gemeinde im Rhein-Neckar-Kreis im nördlichen Baden-Württemberg, wurde 1755/57 als protestantische Kirche gebaut und 1867 in eine Synagoge umgewandelt.

## Geschichte
1823 besaßen die Sandhäuser Juden noch keinen Betsaal, sondern besuchten die Synagogen in Leimen oder Wiesloch. Der erste jüdische Betsaal in Sandhausen wurde in dem um 1845 erworbenen Gebäude Bahnhofstraße 2 eingerichtet, wo sich auch die jüdische Schule befand.
1867 erwarb die jüdische Gemeinde für 2.000 Gulden die 1755 bis 1757 erbaute reformierte Kirche, ein schlichtes Barockgebäude. Bei der Einweihung der Synagoge hielt Bezirksrabbiner Salomon Fürst die Weiherede.
Da die Mitgliederzahl der jüdischen Gemeinde stark zurückgegangen war, wurde mit notariellem Kaufvertrag vom 25. Oktober 1938 die Synagoge von der politischen Gemeinde gekauft. Beim Novemberpogrom 1938 wurde die Inneneinrichtung der Synagoge zerstört und das Gebäude wurde danach als Abstellraum genutzt.
Nach 1945 wollte der Gemeinderat das Gebäude abreißen lassen, um an dieser Stelle eine bessere Straßenführung zu erreichen. Nach Protesten wurde zwischen dem Oberrat der Israeliten Badens und der Gemeinde Sandhausen vereinbart, dass im Gebäude eine öffentliche Bibliothek untergebracht und zugleich auf die Geschichte des Kirchenbaus und das Schicksal der Synagoge hingewiesen wird. Die Renovierung dauerte von 1960 bis 1962 und am 10. Mai 1962 wurde das Gebäude als Ort der Begegnung übergeben. Seitdem finden hier regelmäßig kulturelle Veranstaltungen statt.
Neben dem Gebäude erinnert seit 1961 ein Gedenkstein an die jüdische Gemeinde.